# Кац, Михаил Эммануилович
Михаил Эммануилович Кац (1908, Сураж, Витебская губерния — 25 мая 1983, Москва) — советский инженер-технолог, специалист по производству броневой стали.

## Биография
Родился в Сураже (ныне Витебская область, Белоруссия). С 1922 года работал учеником токаря и токарем. Окончил рабфак и Ленинградский политехнический институт (1935).
С 1935 году мастер, начальник цеха, начальник производства, главный технолог станкостроительного завода им. Орджоникидзе.
В 1941—1945 годах главный технолог Уральского военного завода № 183 (Нижний Тагил). Один из организаторов серийного производства среднего танка Т-34. Разработал гипоидную передачу поворотной башни танка, что увеличило его боеспособность. Предложил новый метод сварки броневой стали и разработал технологию изготовления из неё деталей танков.
В 1945—1946 годах главный технолог заводов в Харькове и Москве. С 1946 года главный инженер Московского тормозного завода.
В 1959—1980 годах директор московского завода холодильного оборудования «Компрессор».
Избирался делегатом XXIV и XXV съездов КПСС.
Умер 25 мая 1983 года после тяжелой и продолжительной болезни.

## Награды и премии
- Сталинская премия первой степени (1946) — за коренное усовершенствование технологии и организацию высокопроизводительного поточного метода производства средних танков при значительной экономии материалов, рабочей силы и снижении себестоимости[1]
- Государственная премия СССР (1979) — за создание новой техники для народного хозяйства.
- два ордена Ленина
- три ордена Трудового Красного Знамени
- орден Красной Звезды
- орден Октябрьской революции
- медали